# José Gil
José Gil (Muecate, Moçambique, 15 de junho de 1939) é um filósofo, ensaísta e professor universitário português.

## Biografia
Nascido em Muecate, Moçambique, estudou Matemática, na Faculdade de Ciências da Universidade de Lisboa, antes de partir para França. Licenciou-se em Filosofia, pela Universidade de Paris, em 1968. Um ano depois obteve o grau de mestre com uma tese sobre a moral de Immanuel Kant. Iniciou a sua carreira como professor do ensino secundário.
José Gil foi considerado pelo semanário francês Le Nouvel Observateur, um dos 25 grandes pensadores do mundo.

## Obras
- 1981: As metamorfoses do corpo. Regra do jogo.
- 1983: La Crucifiée, Éditions de la Différence.
- 1983: Un'Antropologia delle Forze, Einaudi.[3]
- 1984: La Corse, entre la liberté et la terreur – Étude sur la dynamique des systèmes politiques corses, Éditions de la Différence (2.ª edição: 1991).[3]
- 1985: Métamorphoses du corps, Éditions de la Différence.[3]
- 1986: A Crucificada, Relógio d'Água.[3]
- 1987: Fernando Pessoa ou a Metafisica das Sensações, Relógio d'Água.[3]
- 1988: Fernando Pessoa ou la métaphysique des sensations, Éditions de la Différence.
- 1988: Corpo, Espaço e Poder, Litoral Edições.[3]
- 1990: Cemitério dos Desejos, Relógio d'Água.[3]
- 1990: Cimetière des Plaisirs, Éditions de la Différence.
- 1994: O Espaço Interior, Presença.[3]
- 1994: Os Monstros, Quetzal.[3] (2ª edição: 2006. Relógio d'Água).
- 1995: Salazar: a Retórica da Invisibilidade, Relógio d'Água.[3]
- 1996: O ensaísmo trágico de Eduardo Lourenço (com Fernando Catroga). Relógio d'Água.
- 1996: A Imagem-Nua e as Pequenas Percepções, Relógio d'Água.[3]
- 1997: Metamorfoses do Corpo, Relógio d'Água.[3]
- 1999: Diferença e Negação na Poesia de Fernando Pessoa, Relógio d'Água.[3]
- 2001: Movimento Total: O Corpo e a Dança, Relógio d'Água.[3]
- 2003: A Profundidade e a Superfície: Ensaio sobre o Principezinho de Saint-Exupéry, Relógio d'Água.[3]
- 2004: Portugal, Hoje: O Medo de Existir, Relógio d'Água, Lisboa, Novembro de 2004.[3]
- 2005: Sem Título: Escritos sobre Arte e Artistas, Relógio d'Água.
- 2008: Ao meio-dia, os passáros. Relógio d'Água.
- 2008: O imperceptível devir da Imanência. Relógio d'Água.
- 2008: Fractura possível. Edium.
- 2009: Em busca da identidade: o desnorte. Relógio d'Água.
- 2010: O devir-eu de Fernando Pessoa. Relógio d'Água.
- 2010: A arte como linguagem. Relógio d'Água.
- 2011: O humor e a Lógica dos Objectos de Duchamp (com Ana Godinho). Relógio d'Água.
- 2013: Cansaço, Tédio, Desassossego. Relógio d'Água.
- 2014: Pulsações (Org. Ana Godinho). Relógio d'Água.